# María Elena Bonet Mancheño
Elena Bonet Mancheño (Lleida, 29 d'agost de 1958) és una política valenciana d'origen català, diputada a les Corts Valencianes en la VII i VIII legislatures.
Militant del Partit Popular, ha estat regidora de l'ajuntament d'Elx (1995-2007), secretària regional de l'àrea d'igualtat d'oportunitats del PPCV (2004-2007) i ha estat escollida diputada a la província d'Alacant a les eleccions a les Corts Valencianes de 2007 i 2011.